# 嗣永さゆみ
詩音乃 らん（しおの　らん、1998年4月17日 - ）は、日本の元AV女優。ライフプロモーション所属。

## 略歴・人物
2017年にAVデビューし、複数名義を用いたがのちに「嗣永さゆみ」として活動する。2020年5月13日にアイデアポケットで詩音乃らんとして再デビューする。詩音乃らんとしてはバスト90センチメートル、Hカップのプロフィールで、2022年に引退した。

## 出演作品

### アダルトDVD
- 「趣味はゲームとアニメ鑑賞です。でも実は…」 二次元好きのオタ女子キャラはカモフラージュ!本当はエロゲーと硬くて大きいおちんちんが大好きです!…まよい19歳、本日1本限りのAV出演!!（10月19日、しろうとChannel）※「まよい」名義

- 将来プロゴルファーを目指すアスリート現役女子大生 潮・汗・精液・体液 飛ばして吹いてイキまくり AVデビュー!!（8月1日、ムーディーズ）※「青木比奈」名義
- セックスしないとヤル気が出ないリア充に憧れる某有名バッグブランドに勤める美人広報 エッチがご無沙汰すぎて我慢できずに自らAV出演志願（8月25日、kawaii*）※「川村あやみ」名義
- 私の彼氏がAV男優かもしれない… 美少女女子大生が疑惑調査のためにAV出演!!（8月25日、本中）
- J○ノーブラとびっこ散歩!! リモバイの刺激に乳首コリコリ胸ポッチ! 街中で恥じらい本気イキ!?（11月16日、DOC）※「ももこ」名義
- 浮きブラして美乳首がチラ見えしている無防備女子は、見られている事に大興奮!勃起乳首をねぶり回され何度もイキまくり!!（11月30日、DOC）
- 「乳首が感じる男性ってかわいい!」 青春ど真ん中のJ○が人生初めてのすんごい乳首責めに挑戦!! 乳首を触るだけで何度も勃起する絶倫チ○ポにJ○のパンツは染みまみれ! ずーっと乳首責め性交で連続膣絞り中出し!! 2 乳首責め 連続射精19発（12月7日、DOC）※「はるな」名義
- 街角シロウトナンパ! vol.36ガールズバー編（12月28日、プレステージ）※「らむ」名義

- 妹系おぱんちゅ性感リフレ（4月7日、桃太郎映像出版）
- マジックミラー号 雪山で見つけた友達同士の男女に「遭難対策してみませんか?」 密着ディープキスしながらの乳モミ、手コキ、指入れ保温…もしもの時のサバイバル術で火がついた2人は友情よりも性欲が勝りSEXをしてしまうのか!?（5月9日、SODクリエイト）
- SEXの逸材。 VOL.42 (秘)性癖を曝け出す美少女を激撮 見た目からは想像のできないスケベな欲望がカメラの前で弾け飛ぶ!（6月7日、プレステージ）
- 気持ちいいこと教えて（6月13日、S-Cute）
- ポロリ連発!素人限定! マイクロビキニでランニングクイズ（7月7日、ATOM）
- 平日の昼間から公園のブランコに座りチラチラ目が合う女子に声をかけたら家出少女だった。家に連れ帰り媚薬漬けにして中出ししまくった数日間!（7月19日、お夜食カンパニー）

#### 詩音乃らん 名義
- 新人 21歳AVデビューバスト90cm!! FIRST IMPRESSION 141 ―Hカップのエッチな現役巨乳女子大生―（5月13日、アイデアポケット）※Blu-ray版同時発売
- イクイク連発!! Hカップ! バスト90cm! -美巨乳Hカップ現役女子大生の快感絶頂4セックス- 専属第2弾たっぷり見せます! 全5コーナー!（7月13日、アイデアポケット）
- 美巨乳ボディ快感覚醒のイキすぎ大痙攣セックス 専属第3弾 噴いて! イッて! 喘いで! 昇天!（8月13日、アイデアポケット）
- 「トロけさせてア・ゲ・ル…」 誘う… W巨乳痴女教師 ―誘惑授業―（10月13日、アイデアポケット）共演：椿りか
- 濡れてテカってピッタリ密着 神スク水（11月12日、親父の個撮）
- 「しぃ～! 声出しちゃダメ… お姉ちゃんには内緒でエッチしよう…」 妻の妹に迫られ「ダメだよっ!」と振り払うもムチムチの胸を押し付けられ…（11月20日、DOC）オムニバス作品、他出演：永澤ゆきの、ののか
- 詩音乃らんの爆乳劇場Hcup! 90cm（12月1日、プラネットプラス）
- Hカップ美巨乳の卑猥ボディで射精を煽る♯裏垢オフパコ女子大生(読者モデル)にDMしたら即OK! ご奉仕嬢と温泉お籠りハメ撮り（12月13日、オーロラプロジェクト）

- 「私は近所のイヤらしいオジさんたちの慰みものなんです…」 誰も知らない本当の私… 詩音乃らん（1月13日、オーロラ・プロジェクト）
- 美大生の巨乳娘 お父さんにヌードモデルをお願いしたら興奮して中出しされました。（2月1日、プラネットプラス/七狗留）
- 絶倫義父に性調教された従純な若妻夫だけが知らない禁断の姦通詩音乃らん（2月26日、NAGIRA）
- 旦那が出掛けている間にヤレるだけヤリまくった2時間半の記録 詩音乃らん（3月16日、MAXING）
- 僕専用オナホール 極スリム爆乳Hカップ孕ませたいイイカラダの制服美少女と完全主観性交 詩音乃らん（6月4日、ONE MORE）

### アダルトVR
- 万引き少年バックヤード拘束ハーレ出演ム輪姦VR（2019年5月21日、アパッチ）
- ※あなたが寝ている間… 耳元ささやきと卑猥なフェラ音を聞きながら何が起きているか妄想してください 目を覚ますと会社の後輩がフェラしている!? さっきまで俺が家まで介抱して寝ていたはずじゃ…? 酔ってエロスイッチ入ったHcup後輩と深夜から… 詩音乃らん（2020年12月18日、E-BODY）
- 家庭教師のほんわか美巨乳お姉さんに媚薬を盛ったらホワホワしながらチンチンを求めてきた。 詩音乃らん（2022年7月1日、CASANOVA）
- 壁ドン手コキ（2022年9月16日、CASANOVA）

### アダルト配信
- 清純派… じゃ無かった! 外見からは想像もできないほどド変態で男好き「最初は数えてたけど15人以降は数えてないです♪」 ＜ガールズバー店員ナンパ＞ ※ワンナイトラブも全然OKなロールキャベツ系女子 ※ミニスカートからハミ出るムチムチの太ももがたまらない ※スポーツ選手さながらの引き締まった身体!! ※「オナニーってしますか?」「昨日しました♪ 明日もするかもしれない♪」 ※新兵器：クリトリ吸引器でおま〇こビショビショ!! ※オモチャでおま〇こ責められながら極長チ〇コにしゃぶりつく ※何度イッテも自ら腰を揺らし、貪欲に快感求めるハードファック!! ※ザーメンをオッパイにかけられ恍惚の表情を浮かべるド変態ガール! らむ 20歳 ガールズバー店員（9月29日、プレステージプレミアム）
- ももこ（11月2日、しろうとまんまん）
- はるな（11月23日、しろうとまんまん）

- パコパコ女子大学 女子大生とトラックテントでバイト即ハメ旅 Report.086 さゆみちゃん 20歳 女子大生 (家政学科 3年生) 【初めての性感開発!】 カバンの中身はチョコとピンク♪ スラっと美脚が美しいさゆみちゃんは女子大に通うお菓子作りが得意のTHE女の子! ⇒恒例の性の悩みを聞いたらラブラブな彼氏の優し過ぎるHに不満アリ!? ⇒女の子キャラ崩壊!! 止まらないオナニー談義でエロ漫画好きが発覚!! ⇒オナニーよりもＨが気持ち良いことを伝導すべく性に詳しい人を召喚!! ⇒検証! 胸キュン必須の愛読エロ漫画的展開に持ち込めばこじらせ女子は性の悦びに開眼できるのか??の巻。（2月16日、プレステージプレミアム）
- イキたいの? まだダメっ!! 美少女寸止め焦らしオイル手コキ（3月28日、DOC）
- 絶対主観で美少女から超気持ちイイねっとりレロレロ乳首舐めされつつ、ヌルヌルゴッシゴシ手コキされ精子が枯渇寸前! 3（4月11日、DOC）
- いくらでラブホ No.045 さゆみ 現役白○合女子大の才女! 街角オナ常習犯JD!! バイブ挿入自慰をたしなむ美脚美人の現役白○合女子大のお嬢様をコンビニオナ後にゲット!! ラブホで本日2度目のオナニー鑑賞会開始!!「指も欲しい…ッ!」とムラムラ全開の美女が指挿入で終わるはずもなく…（8月25日、プレステージプレミアム）
- さゆみん ウブっ娘 はじらいイキ♡（11月29日、J●調査隊 teamK）

- 【えろコスリレーバトン12人目】 ララちゃん 21歳 魅せるNTRバドラー 【ラブホ凸NTR注意】ララちゃん! バドミントンで鍛えられたスレンダーボディ、出るとこ出てるビッグおっぱい!! セックス中に彼氏登場!? 魅せつけセックスからの、二人きりでのイチャラブ甘々セックス収録!!（10月23日、SUKEKIYO）
- シロウト娘ナンパ狩り!! らんちゃん 23歳 ロマン派エロ美人OLにいきなりSEX!! 美乳で好スタイルで感度も限界突破のケイレンアクメの連続で骨抜きに…!! 自作の官能小説オナニーをはるかに超えた快楽の連続で理性崩壊でおち○こ切望の巻!!（10月25日、プレステージプレミアム）
- AV男優の電話帳 No.52 らん 年齢不詳 Hカップの神ボディ駆使して人妻合コンを企画する美人妻 祝1000不倫成立のHカップ美女のヤリテ人妻合コンのフィクサー降臨!! 極上スタイルの鬼セレブの秘密俱楽部を裏で糸引くド淫乱黒幕と接触成功!! 男の参加の前にはエロスキルの見極め濃厚面接!! 美爆乳&膣内圧迫面接!!（11月3日、プレステージプレミアム）
- 拝啓、美人店員さま 一通目 しの 26歳 Hカップ美女はロマンス不足!! 手書きの手紙で美人妻を真摯にナンパ!! デートをして紳士に口説いて身も心もマ○コもほぐして濃厚愛撫!! お返しの丁寧フェラで暴発か…!? 久しぶりの勃起チ○コに興奮度&濡れ度MAXの人妻マ○コに真心中出し!!（11月6日、プレステージプレミアム）
- JDのどちゃシコ筆下ろし はるこ 21歳 母性溢れるお姉さん系JD!! 「童貞奪っていいの?」 Hカップの今時JDが童貞クンの筆おろしに挑戦! 何からナニまで手取り腰取りレクチャー♪ 童貞チ●ポでイカされるお姉さんマ●コに、2連中出しで祝童貞卒業wwww（11月16日、しろうとまんまん）
- 浮気相手のチ○ポを玄関で咥える欲求不満人妻!! ＃セフレ ＃ハメ撮り 元彼チン堕ち人妻 蘭さん 33歳 旦那以外のチ○ポで大興奮する巨乳人妻（12月10日、しろうとまんまん）

- 【配信専用】最高の搾精美女による手コキ祭 vol.03（2月25日、MAGIC）
- 【配信専用】『ど～したの? 眠れないの? 私が気持ち良い事して寝かせてあげるね…』 究極の癒しエロ! 添い寝手コキ!! #3（4月15日、DOC）
- 【妄想主観】冴えないオジサンが大好きな巨乳でスケベな女の子とねっとり相部屋ラブホで援●交際 詩音乃らん（3月26日、ONETIME）
- 【まさにおっぱいの擬人化! 脅威のHcup!】 純愛SEXより断然浮気SEX派の現役デカパイ女子大生らんちゃんとのハメ撮り♪（6月14日、しろーとLOVETube）

## 書籍

### デジタル写真集
- 風にきえないで【グラビア写真集】詩音乃らん（2021年11月26日、プレステージ出版、撮影：松田忠雄）
- 風にきえないで【ヌード写真集】詩音乃らん（2021年11月26日、プレステージ出版、撮影：松田忠雄）

## 出演

### Vシネマ
- 超・時空変態人間 バック・トゥー・エックスタシー!!（2019年3月2日、監督:遊山直奇、竹書房）

### 映画
- 恋愛相談 おクチにできないお年頃（2021年3月26日、オーピー映画）

### テレビ
- ビ～チ9（2021年7月、テレビ埼玉） - マンスリーゲスト

### ウェブテレビ
- ロンドンハーツABEMA特別編（2022年5月31日、ABEMA）アンケート協力[6]